# Cầu Yanghwa
Cầu Yanghwa (Tiếng Hàn: 양화대교) là cầu có 8 làn xe bắc qua Sông Hán ở Seoul, nối liền hai khu vực Mapo-gu và Yeongdeungpo-gu. Đây là cây cầu cửa ngõ nối khu vực phía Tây Seoul với sân bay quốc tế Gimpo và sân bay Quốc tế Incheon.

## Vị trí
Cây cầu nối Mapo-gu ở phía bắc con sông đến Yeongdeungpo-gu ở phía nam con sông. Cây cầu có hai phần được tách ra bởi công viên Seonyudo Park (선유도공원), nằm ở đảo Seonyudo. 

## Lịch sử
Ban đầu, cầu có tên "Cầu sông Hán thứ hai" (제2한강교).
Cây cầu được khởi công vào ngày 20 tháng 6 năm 1962 và dự kiến khánh thành vào ngày 14 tháng 10 năm 1964. Trong quá trình thi công, vì khá lỏng lẻo nên phía bờ Yangpeong-dong bị sập, làm thiệt hại hai ngôi nhà nhưng không có thương vong về người. Đến ngày 25 tháng 1 năm 1965, cầu chính thức được thông xe. Cầu có chiều dài hơn 1053 mét, bề rộng 18 mét (bao gồm cả lề bộ hành). Khi lưu lượng giao thông ngày càng tăng lên, một cây cầu mới được xây dựng kế bên, về phía đông cây cầu cũ. Việc xây dựng cầu mới bắt đầu vào ngày 9 tháng 1 năm 1979 và thông xe vào ngày 15 tháng 12 năm 1981.
Vào ngày 13 tháng 11 năm 1984, cây cầu được đổi tên thành "Cầu Yanghwa", dựa theo tên một bến đò có từ thời Joseon.
Năm 1994, sau sự việc cầu Seongsu bị sập, các nhà chức trách khu vực này đã tiến hành kiểm định toàn bộ những cây cầu qua sông Hán và phát hiện phần cầu cũ đã bị xuống cấp trầm trọng do rất nhiều xe quá tải chạy qua, trong đó 13 trên 34 trụ cầu đã bị xói lở với tốc độ ngày càng nhanh. Ngày 1 tháng 5 năm 1997, phần cầu cũ đã được phá dỡ để xây dựng lại, và được thông xe vào tháng 6 năm 2000. Phần cầu mới cũng đã được sửa chữa và được thông xe toàn bộ chiếc cầu vào ngày 1 tháng 4 năm 2002.
Năm 2010, cây cầu bị phá dỡ một số nhịp giữa để mở rộng khoang thông thuyền nhằm cho phép tàu có tải trọng hơn 5000 tấn đi qua và được thông xe trở lại vào ngày 14 tháng 10 năm 2012, với tổng kinh phí lên đến 49 tỷ won.

## Trong văn hóa đại chúng
Năm 2014, ca sĩ Zion.T có viết một bài hát mang tên "Yanghwa Bridge" dựa theo tên cây cầu này và đã được nhiều người biết đến.

## Hình ảnh

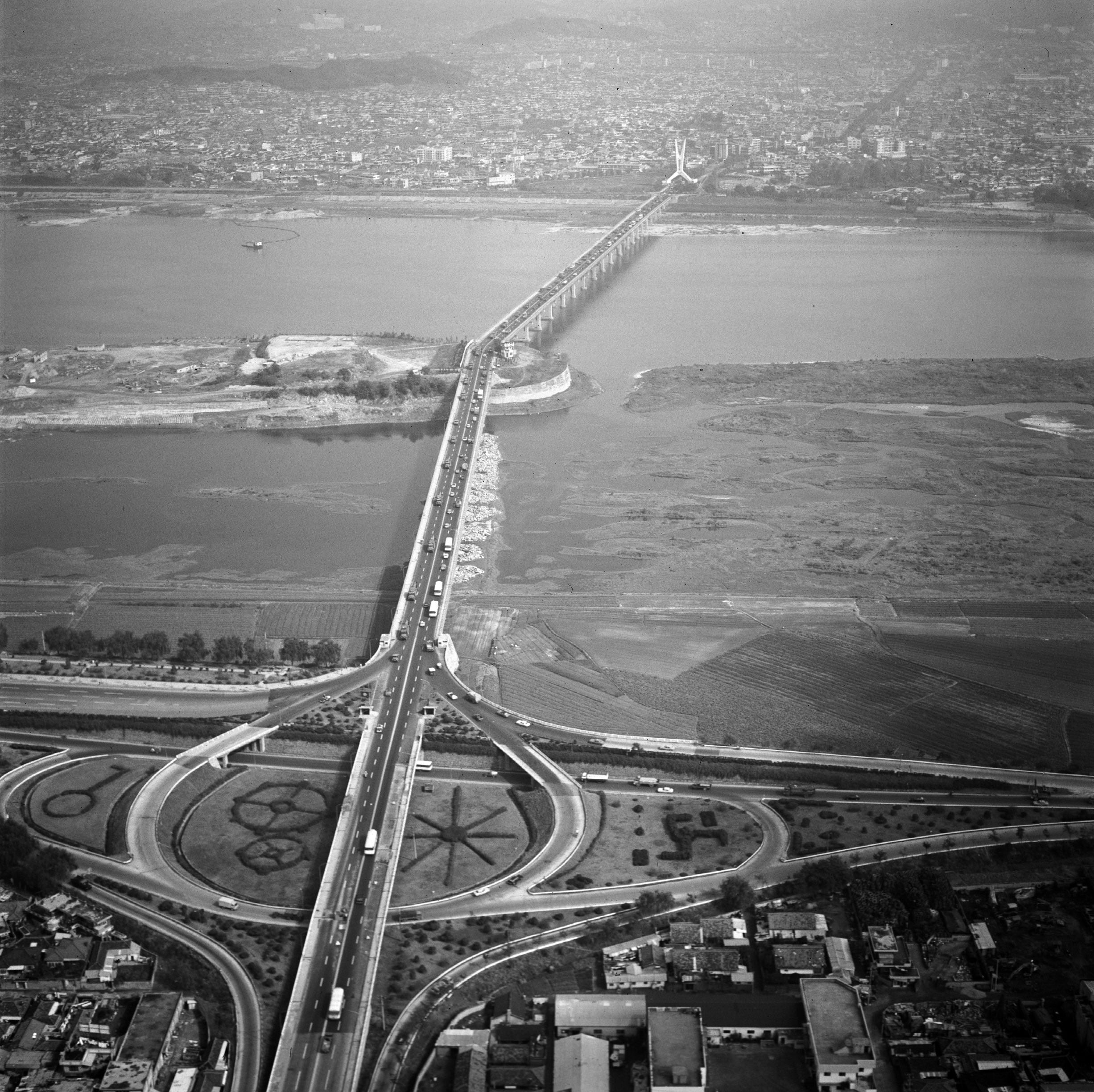
Cầu Yanghwa năm 1976
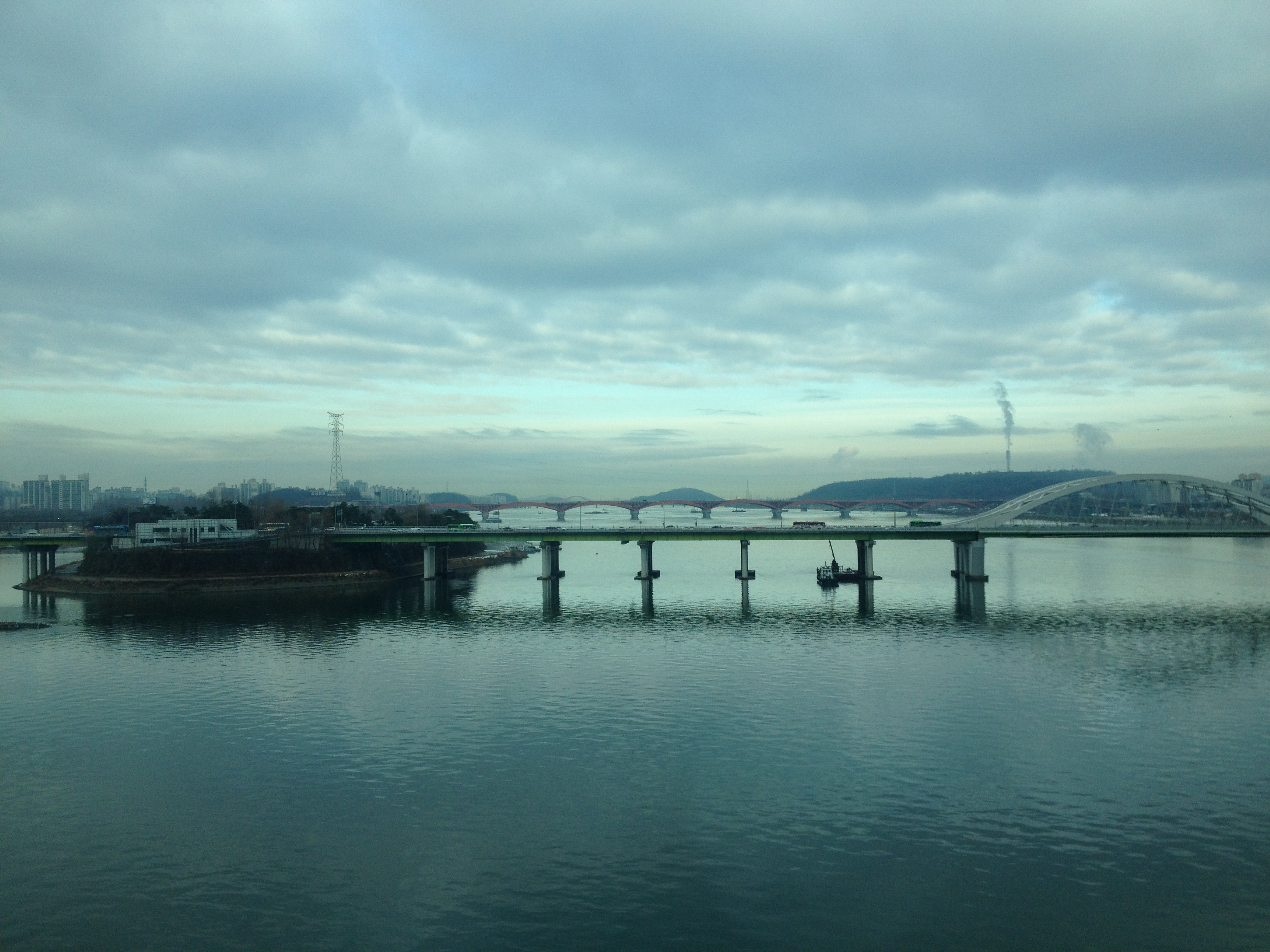
Nhịp cầu Yanghwa qua sông Hán
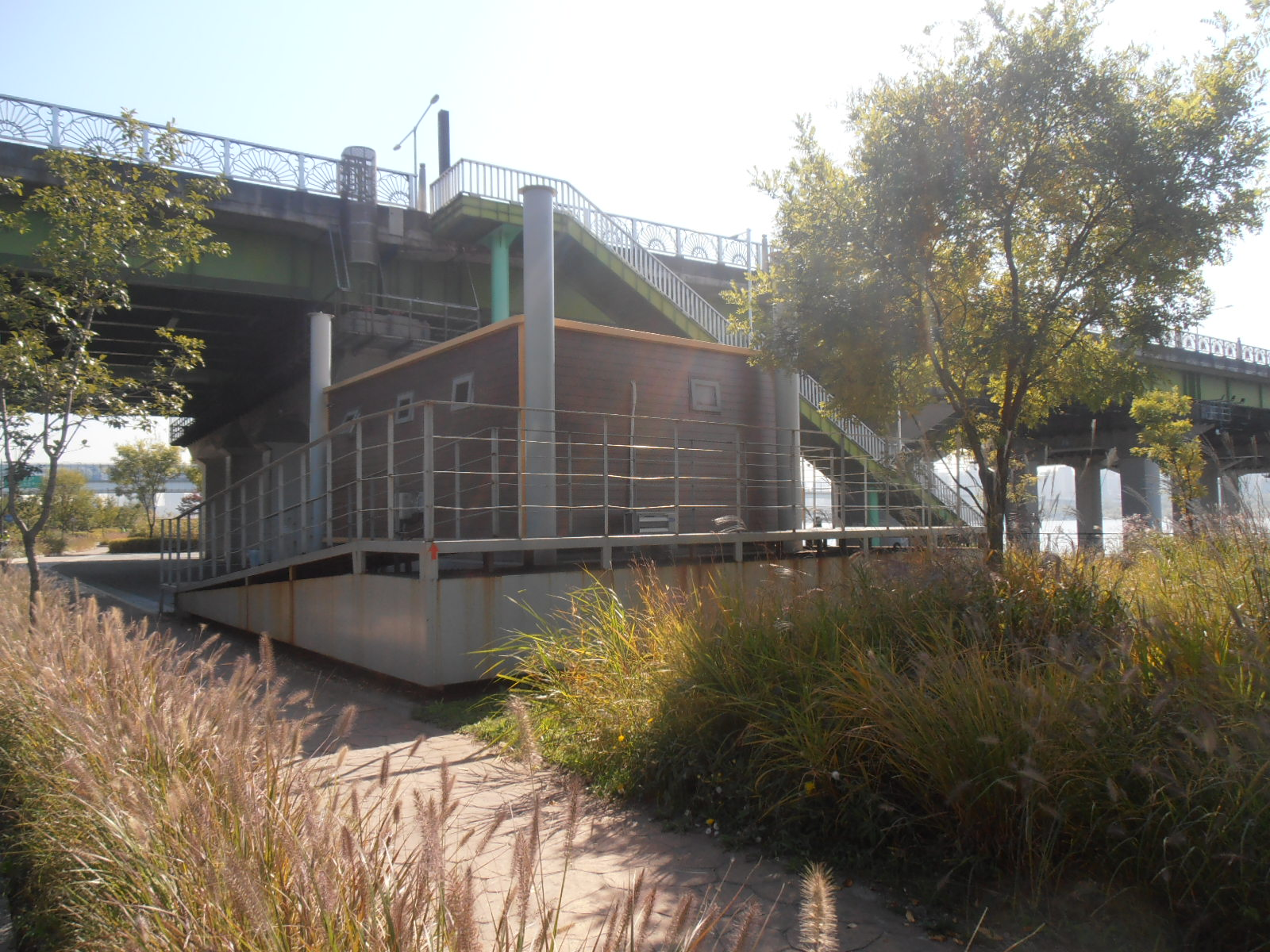
Nhà vệ sinh công cộng dưới chân cầu
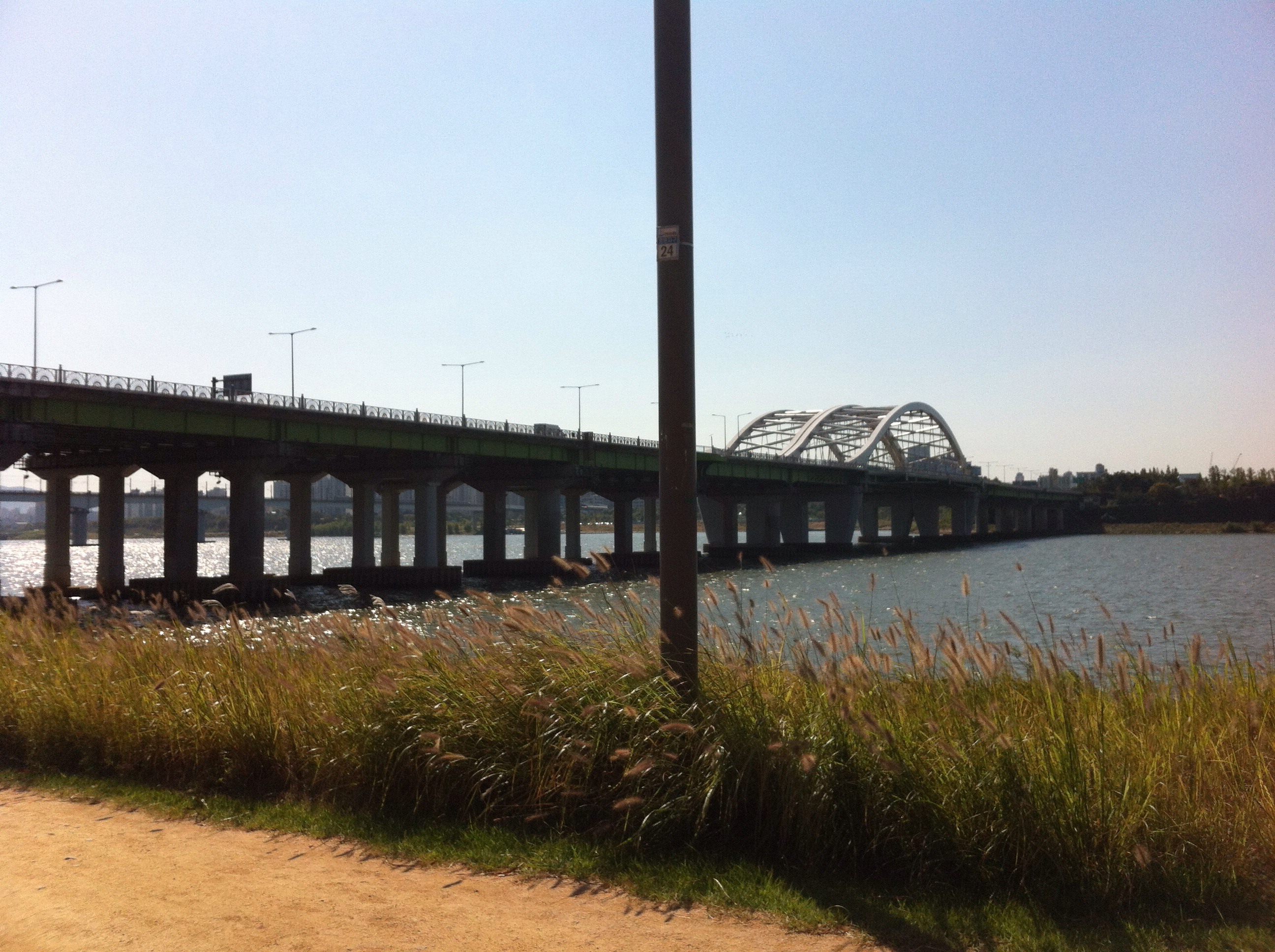
Nhịp cầu Yanghwa nhìn từ công viên Seonyudo
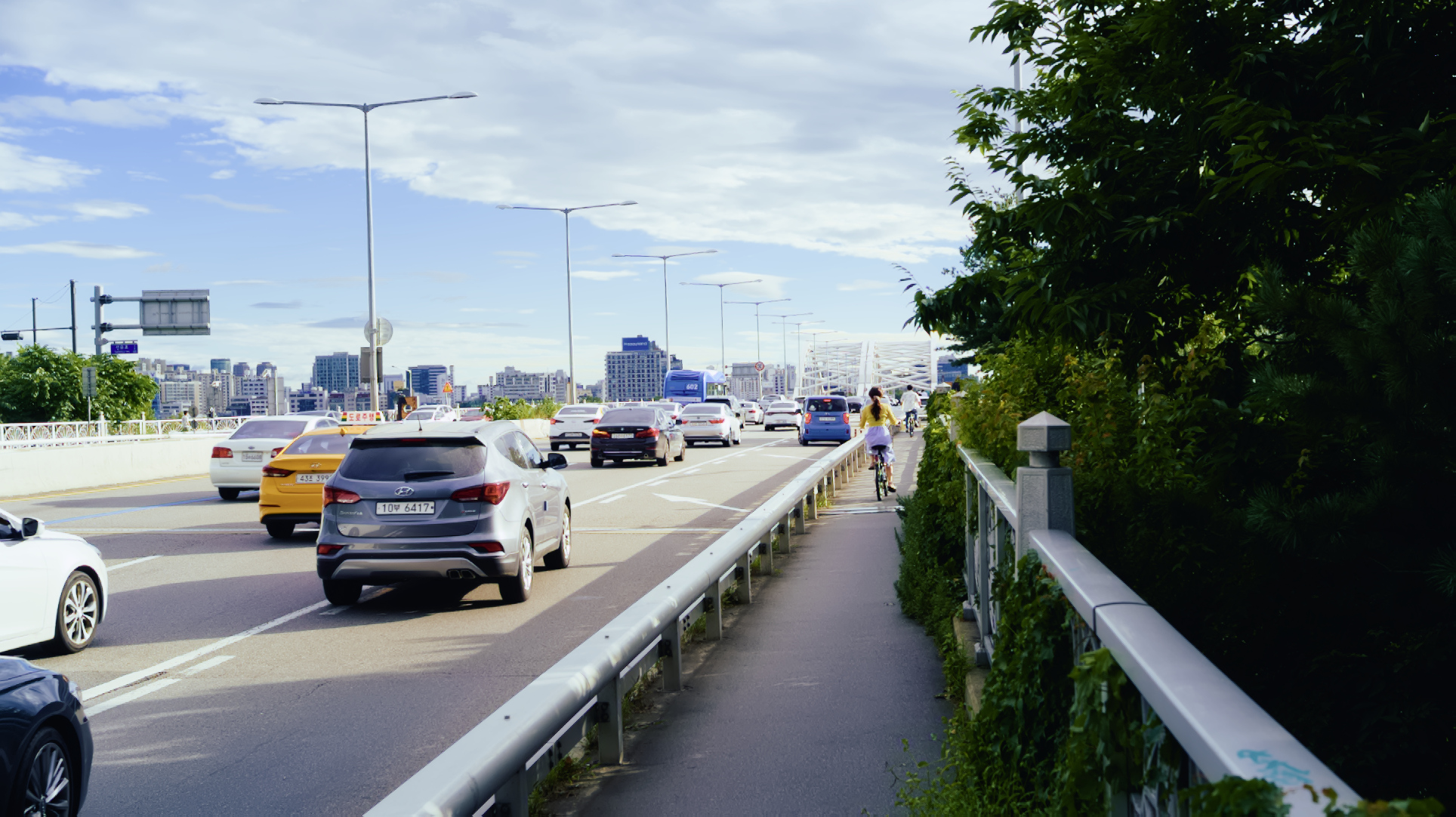
Trên cầu Yanghwa